# 台北狗娃花
台北狗娃花（学名：Heteropappus oldhami）为菊科狗娃花属的植物，是台灣的特有植物。分布在台灣本島，一般生于海岸岩石上，目前尚未由人工引种栽培。